# ミールザー・ジャワーン・バフト (シャー・アーラム2世の皇子)
ミールザー・ジャワーン・バフト（Mirza Jawan Bakht, 1749年 - 1788年5月31日）は、北インド、ムガル帝国の第15代皇帝シャー・アーラム2世の長男。同国第16代皇帝アクバル2世の兄でもある。ミールザー・ジャハーンダール・シャー（Mirza Jahandar Shah）とも呼ばれる。

## 生涯
1749年、ムガル帝国の皇帝（このときはまだ皇帝ではない）シャー・アーラム2世とその妃タージ・マハルとの間に生まれた.。
1760年10月9日、傀儡の皇帝シャー・ジャハーン3世がマラーターに廃位されたとき、ミールザー・ジャワーン・バフトは一時的にデリーの摂政となった。その翌日、彼は帝国の皇太子となった。
1761年1月14日、マラーター同盟軍とアフガン勢力ドゥッラーニー朝が第三次パーニーパットの戦いで激突し、アフガン軍が勝利した。そののち、ナジーブ・ハーンがその代官となると、彼とともにデリーを統治することとなった。
1772年1月に父帝シャー・アーラム2世が帰還するまで、ナジーブ・ハーンらとデリーを統治した。なお、この間にデリーはマラーターのマハーダージー・シンディアによって占領されていた。
同年から帝国の武将ミールザー・ナジャフ・ハーンが帝国の巻き返しを図ると、ミールザー・ジャワーン・バフトもこれに付き従い、1782年までに帝国の版図を一定の地域にまで広げた。この間、1781年5月2日に弟のミールザー・アクバル（のちのアクバル2世）が皇太子に任命され、これはイギリス東インド会社からも認められた。
1782年にミールザー・ナジャフ・ハーンが死亡し、マハーダージー・シンディアがその副官の争いを収めて帝国の実権を握った。だが、彼を嫌っていたミールザー・ジャワーン・バフトは、1784年4月14日にデリーを逃げ、アワド太守の首都ラクナウに定住した。その後、イギリスからの年金受給者となり、ヴァーラーナシーのシワーラー宮殿を与えられた。
1788年5月31日、ミールザー・ジャワーン・バフトはヴァーラーナシーの宮殿で死亡した。